# Sisymbre
Sisymbrium
Genre
Classification phylogénétique
Les sisymbres (genre Sisymbrium) appartiennent à la vaste famille des brassicacées. Comme c'est souvent le cas chez les crucifères, le genre se distingue par les caractéristiques de ses fruits (en l'occurrence des siliques) : chaque valve de la silique est parcourue de bout en bout par trois nervures principales. Les fleurs sont très petites, de couleur jaune ou jaunâtre. 
Il fait partie des plantes dont la culture est recommandée dans les jardins du domaine royal par le capitulaire De Villis.
Les sisymbres ont la réputation de calmer les toux grasses et de lutter contre les enrouements et les extinctions de voix lorsqu’on les boit en tisane au miel. L’huile de sisymbre est utilisée dans certaines crèmes antirides pour adoucir la peau.

## Étymologie
Le nom de genre vient du grec σισύμϐριον / Sisymvrion, qui désignait une sorte de cresson.

## Principales espèces du genreSisymbriumen France
- Sisymbrium altissimum
- Sisymbrium austriacum, le Sisymbre d'Autriche
- Sisymbrium irio, le Sisymbre vélaret
- Sisymbrium loeselii, le Sisymbre de Loesel
- Sisymbrium officinale, le Sisymbre officinal
- Sisymbrium orientale
- Sisymbrium polyceratium
- Sisymbrium runcinatum
- Sisymbrium sophia
- Sisymbrium strictissimum
- Sisymbrium supinum, le Sisymbre couché

## Source
- Fleurs du Roussillon